# 上馬爾坎托內
46°02′55″N 8°53′59″E / 46.0486624°N 8.8996816°E

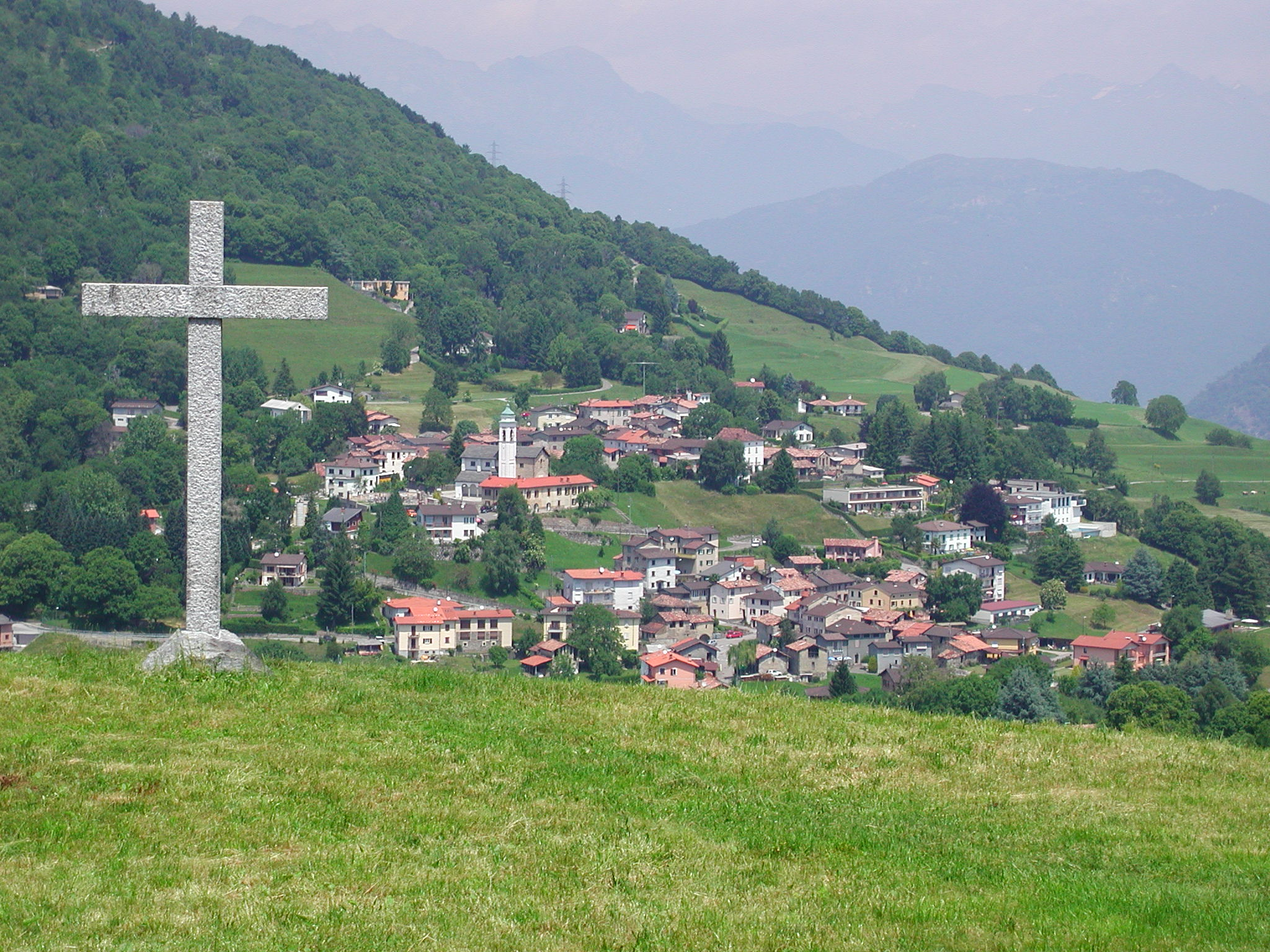

上馬爾坎托內是瑞士的城鎮，位於該國南部，由提契諾州負責管轄，面積21.92平方公里，海拔高度810米，2011年人口1,323，人口密度每平方公里60人。

## 外部連結
- Official website of Alto Malcantone （意大利文）